# Ла-Гарроча
Ла Гарроча (исп. La Garrocha, кат. La Garrotxa) — район (комарка) в Испании, входит в провинцию Жирона в составе автономного сообщества Каталония.

## Муниципалитеты
1. Аржелагер
2. Безалу
3. Беуда
4. Кастельфольит-де-ла-Рока
5. Майя-де-Монкал
6. Мьерес
7. Монтагут-и-Ош
8. Олот
9. Лес-Планес-д’Остолес
10. Презес
11. Риудаура
12. Салес-де-Льерка
13. Сант-Аниол-де-Финестрес
14. Сан-Фелиу-де-Пальеролс
15. Сан-Ферриол
16. Сан-Жауме-де-Льерка
17. Сан-Жоан-лес-Фонс
18. Санта-Пау
19. Тортелья
20. Ла-Валь-д’эн-Бас
21. Ла-Валь-де-Бианья